# Kavriánov

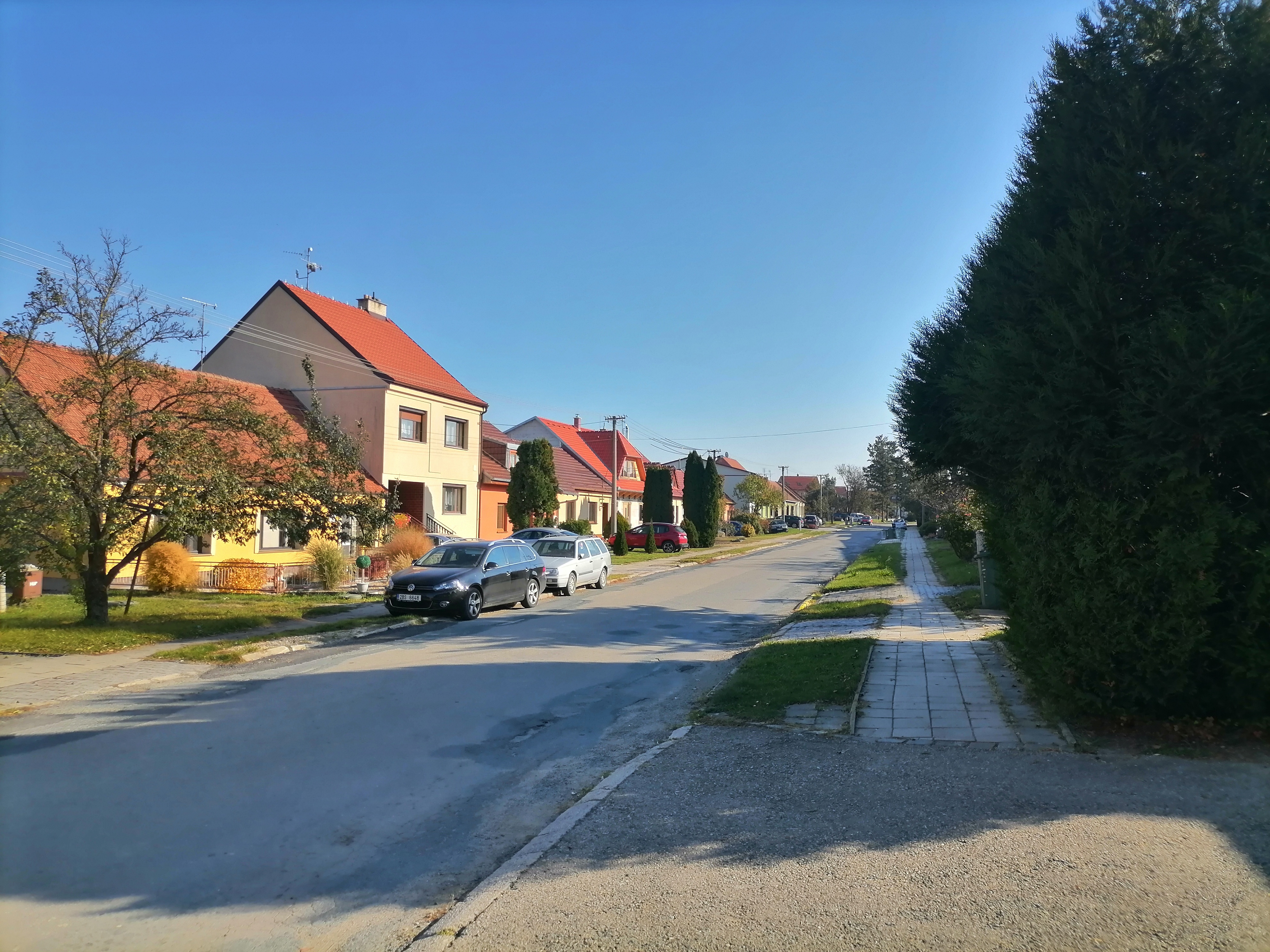
Kavriánov (2021)

Kavriánov (deutsch Cawrianow, auch Kawrianow) ist eine Ortslage der Gemeinde Šaratice in Tschechien. Sie liegt dreihundert Meter östlich von Šaratice und gehört zum Okres Vyškov.

## Geographie
Kavriánov befindet sich im äußersten Nordosten der Thaya-Schwarza-Talsenke am Fuße der westlichen Ausläufer des Steinitzer Waldes. Westlich erhebt sich die Stará hora (307 m) und im Nordwesten der Pracký kopec (Pratzeberg, 324 m). Nördlich des Dorfes führt die Eisenbahnstrecke von Brno nach Přerov vorbei, die nächste Bahnstation ist Zbýšov. Gegen Süden liegen Brunnen des Heilwassers Šaratica. Nordwestlich befindet sich die Wüstung Naloch.
Nachbarorte sind Zbýšov und Křenovice im Norden, Hrušky und Vážany nad Litavou im Nordosten, Heršpice und Nížkovice im Osten, Kobeřice u Brna und Milešovice im Südosten, Otnice im Süden, Nesvačilka im Südwesten, Šaratice im Westen sowie Prace im Nordwesten.

## Geschichte
Archäologische Funde belegen eine Besiedlung der Gegend seit der Urgeschichte. Auf der Anhöhe Kopeček befand sich wahrscheinlich ein Fürstengrab der Horakower Kultur (Horákovská kultura) aus der Hallstattzeit vom 7. Jahrhundert v. Chr. Weiterhin wurden auf dem Kopeček vier slawische Gräber und ein konradinischer Denar aus der altmährischen Zeit zwischen 600 und 1000 aufgefunden.
Das nach dem mährischen Gubernialrat Graf Cavriani benannte Dorf Cawrianow entstand nach der Aufhebung des Klosters Obrowitz als Straßendorf am östlichen Ortsrand von Scharatitz auf den Fluren des Meierhofes Scharatitz. Die ersten Siedler kamen im Jahre 1785 größtenteils aus Horní Poříčí, Prostřední Poříčí und Dolní Poříčí. Gepfarrt und geschult war die neue Ansiedlung nach Scharatitz. Im Jahre 1790 bestand Cawrianow aus 33 Häusern und hatte 166 Einwohner. Ein Großfeuer vernichtete am 9. August 1803 14 Häuser des Dorfes. Am 2. Dezember 1805 fand westlich des Dorfes die Dreikaiserschlacht statt, dabei erlitt der Ort schwere Schäden. 1807 wurde der Meierhof Scharatitz-Schinkowitz von den Obrowitzer Gütern abgetrennt und an den k.k. Truchseß Anton Mayer von Mayern verkauft. 1830 verkaufte die k.k. Staatsgüter-Veräußerungs-Kommission die Herrschaft Obrowitz mit allem Zubehör meistbietend für 222000 Gulden an Franz Xaver von Dietrichstein-Proskau. Zum Allodialgut Scharatitz gehörten zu dieser Zeit die Dörfer Scharatitz, Zbegschow und Cawrianow.
Nach der Aufhebung der Patrimonialherrschaften bildete Kavrianov ab 1850 eine Gemeinde in der Bezirkshauptmannschaft Wischau. 1869 wurde die Bahnstrecke Brno – Přerov eingeweiht, Bahnhöfe entstanden in Sokolnice und Křenovice. Das Wasser der Scharatitzer Bitterquelle wird seit 1888 zu Heilzwecken verwendet. Im Jahre 1890 lebten in Kavrianov etwa 300 Menschen. 1919 wurde Kavrianov nach Šaratice eingemeindet und verlor 1923 seinen Status als Ortsteil. 1924 wurde der amtliche Name Kavriánov eingeführt.  Zwischen 1949 und 1959 war Kavriánov Teil des Okres Slavkov und kam nach dessen Auflösung zum Okres Vyškov zurück. Östlich von Kavriánov befinden sich  Weinberge. Gepfarrt ist das Dorf nach Šaratice.

## Sehenswürdigkeiten
- Hügel Kopeček, über der Straße nach Hrušky, archäologische Fundstätte aus der Zeit der Völkerwanderung sowie slawische Grabstätte
- Brunnen des Heilwassers Šaratica, auf der Flur Kaluženy südlich des Dorfes, geschützt als Kulturdenkmal
- Steinkreuz